# RK (format de fichier)
Pour les articles homonymes, voir RK.
Le RK est un format de fichier, permettant l'archivage (utilisation d'un seul fichier pour stocker plusieurs fichiers) et la compression de données (diminution de l'espace occupé sur le support numérique) sans perte de qualité. 
C'est  à ce jour le format possédant le plus gros taux de compression possible en informatique[réf. nécessaire]. 
Ce format de compression de données est très peu utilisé car son utilisation nécessite l'utilisation de WinRK, un logiciel d'archivage/désarchivage propriétaire payant. 
Le format RK est le plus efficace de tous les formats de compression pour les types de fichiers suivants[ référence? en termes de rapidité d'exécution ? de taux de compression ?]  